# Prix Goncourt 2016
Le Prix Goncourt 2016 a été décerné le jeudi 3 novembre 2016 à Leïla Slimani, pour Chanson douce publié chez Gallimard, choisi dès le premier tour avec six voix sur dix. Leïla Slimani est la cinquième femme à recevoir ce prix ces vingt dernières années et « la douzième femme en cent treize ans », a tenu à souligner Françoise Chandernagor, membre de l'Académie Goncourt.

## Sélections

### 1resélection
L'Académie Goncourt a publié, le mardi 6 septembre 2016, sa première sélection de seize titres.
| Auteur                | Ouvrage                          | Éditeur        |
| --------------------- | -------------------------------- | -------------- |
| Nathacha Appanah      | Tropique de la violence          | Gallimard      |
| Metin Arditi          | L'Enfant qui mesurait le monde   | Actes Sud      |
| Magyd Cherfi          | Ma part de Gaulois               | Actes Sud      |
| Catherine Cusset      | L'Autre qu’on adorait            | Gallimard      |
| Jean-Baptiste Del Amo | Règne animal                     | Gallimard      |
| Jean-Paul Dubois      | La Succession                    | L'Olivier      |
| Gaël Faye             | Petit Pays                       | Grasset        |
| Frédéric Gros         | Les Possédées                    | Albin Michel   |
| Ivan Jablonka         | Laëtitia ou la Fin des hommes    | Seuil          |
| Régis Jauffret        | Cannibales                       | Seuil          |
| Luc Lang              | Au commencement du septième jour | Stock          |
| Laurent Mauvignier    | Continuer                        | Minuit         |
| Yasmina Reza          | Babylone                         | Flammarion     |
| Leïla Slimani         | Chanson douce                    | Gallimard      |
| Romain Slocombe       | L’Affaire Léon Sadorski          | Robert Laffont |
| Karine Tuil           | L'Insouciance                    | Gallimard      |

### 2esélection
La 2e sélection est dévoilée le mardi 4 octobre 2016, réduisant la liste des titres sélectionnés de seize à huit.
| Auteur                | Ouvrage                          | Éditeur      |
| --------------------- | -------------------------------- | ------------ |
| Catherine Cusset      | L'Autre qu’on adorait            | Gallimard    |
| Jean-Baptiste Del Amo | Règne animal                     | Gallimard    |
| Jean-Paul Dubois      | La Succession                    | L'Olivier    |
| Gaël Faye             | Petit Pays                       | Grasset      |
| Frédéric Gros         | Les Possédées                    | Albin Michel |
| Régis Jauffret        | Cannibales                       | Seuil        |
| Luc Lang              | Au commencement du septième jour | Stock        |
| Leïla Slimani         | Chanson douce                    | Gallimard    |

### 3esélection
La 3e sélection est dévoilée le mardi 25 octobre 2016, ne retenant plus que quatre titres pour l'attribution du prix
| Auteur           | Ouvrage               | Éditeur   |
| ---------------- | --------------------- | --------- |
| Catherine Cusset | L'Autre qu’on adorait | Gallimard |
| Gaël Faye        | Petit Pays            | Grasset   |
| Régis Jauffret   | Cannibales            | Seuil     |
| Leïla Slimani    | Chanson douce         | Gallimard |

## Synthèse
| Auteur                | Ouvrage                          | Éditeur        | 2e sélection | 3e sélection | Récipiendaire |
| --------------------- | -------------------------------- | -------------- | ------------ | ------------ | ------------- |
| Nathacha Appanah      | Tropique de la violence          | Gallimard      |              |              |               |
| Metin Arditi          | L'Enfant qui mesurait le monde   | Actes Sud      |              |              |               |
| Magyd Cherfi          | Ma part de Gaulois               | Actes Sud      |              |              |               |
| Catherine Cusset      | L'Autre qu’on adorait            | Gallimard      | oui          | oui          |               |
| Jean-Baptiste Del Amo | Règne animal                     | Gallimard      | oui          |              |               |
| Jean-Paul Dubois      | La Succession                    | L'Olivier      | oui          |              |               |
| Gaël Faye             | Petit Pays                       | Grasset        | oui          | oui          |               |
| Frédéric Gros         | Les Possédées                    | Albin Michel   | oui          |              |               |
| Ivan Jablonka         | Laëtitia ou la Fin des hommes    | Seuil          |              |              |               |
| Régis Jauffret        | Cannibales                       | Seuil          | oui          | oui          |               |
| Luc Lang              | Au commencement du septième jour | Stock          | oui          |              |               |
| Laurent Mauvignier    | Continuer                        | Minuit         |              |              |               |
| Yasmina Reza          | Babylone                         | Flammarion     |              |              |               |
| Leïla Slimani         | Chanson douce                    | Gallimard      | oui          | oui          | oui           |
| Romain Slocombe       | L’Affaire Léon Sadorski          | Robert Laffont |              |              |               |
| Karine Tuil           | L'Insouciance                    | Gallimard      |              |              |               |